# Only Lonely
Only Lonely är en låt av det amerikanska hårdrocksbandet Bon Jovi från deras andra platta 7800° Fahrenheit. Låten är skriven av Jon Bon Jovi och David Bryan och släpptes som första singel. Låten tog sig till en #54 på Billboard Hot 100.
Only Lonely släpptes som första singel från 7800° Fahrenheit och var den låten som lyckades bäst av de fem singlarna. Låten är även en av de få singlar som inkluderar David Bryan i låt skrivandet.
Only Lonely släpptes i april 1985 och debuterade på Billboard Hot 100 på plats #54. Låten stannade på top listan i 8 veckor. Låten lyckades bättre på Mainstream Rock Tracks där den hamnade på plats 28# i maj. 
1987 användes Only Lonely i drama filmen Light of Day. Även en video av låten existerar. Som live låt överlevde bara Only Lonely 7800° Fahrenheit 1985 innan den slopades för all framtid.